# Intoxication professionnelle au phosphore (France)
L'intoxication au phosphore est l'une des plus anciennes maladies professionnelle connue au début de l’ère industrielle. Les critères administratifs ci-dessous ont été définis pour qu'une intoxication au phosphore soit reconnue comme maladie professionnelle en France.  Pour la description clinique de la maladie se reporter à l'article suivant :

## Législation en France

### Régime général
| Fiche Maladie Professionnelle | Fiche Maladie Professionnelle | Fiche Maladie Professionnelle |
| Ce tableau définit les critères à prendre en compte pour qu'une intoxication au phosphore soit prise en charge au titre de la maladie professionnelle | Ce tableau définit les critères à prendre en compte pour qu'une intoxication au phosphore soit prise en charge au titre de la maladie professionnelle | Ce tableau définit les critères à prendre en compte pour qu'une intoxication au phosphore soit prise en charge au titre de la maladie professionnelle     |
| Régime Général.Date de création : 1er janvier 1931 | Régime Général.Date de création : 1er janvier 1931 | Régime Général.Date de création : 1er janvier 1931 |
| Tableau N° 5 RG | Tableau N° 5 RG | Tableau N° 5 RG |
| Affections professionnelles liées au contact avec le phosphore et le sesquisulfure de phosphore                                                       | Affections professionnelles liées au contact avec le phosphore et le sesquisulfure de phosphore                                                       | Affections professionnelles liées au contact avec le phosphore et le sesquisulfure de phosphore                                                           |
| --- | --- | --- |
| Désignation des Maladies | Délai de prise en charge | Liste indicative des principaux travaux susceptibles de provoquer ces maladies                                                                            |
| A. - Ostéomalacie ou nécrose du maxillaire inférieur ;                                                                                                | 1 an | Préparation, emploi, manipulation du phosphore et du sesquisulfure de phosphore ; fabrication de certains dérivés du phosphore, notamment des phosphures. |
| B. - Dermite aiguë irritative, ou eczématiforme récidivant en cas de nouvelle exposition au risque ;                                                  | 15 jours | |
| C. - Dermite chronique irritative, ou eczématiforme récidivant au contact du sesquisulfure de phosphore.                                              | 90 jours | |
| Date de mise à jour : 11 février 2003 | | |

### Données professionnelles et médicales
L'ostéonécrose du maxillaire connue des anglo-saxons sous le terme familier de Phossy jaw (nécrose phosphorée de la mâchoire) a été décrite au XIXe et au début du XXe siècle chez les ouvriers des manufactures d’allumettes. Les pratiques modernes d'hygiène industrielle ont permis d'éliminer les conditions de travail qui conduisaient à cette calamité notamment par le remplacement du phosphore blanc par le phosphore rouge ou le sesquisulfure de phosphore après des années de luttes syndicales dont l'aboutissement est la convention de Berne de 1906 imposant aux états signataires l'interdiction du phosphore blanc dans l'industrie des allumettes. La nécrose du maxillaire est toujours considérée comme une maladie professionnelle et inscrite en France au Tableau N° 5 des affections indemnisées à ce titre par la sécurité sociale, mais cette affection n'a plus qu'un intérêt historique.
Dans un autre contexte, que l'utilisation à des fins thérapeutiques de certains dérivés du phosphore, les Bisphosphonates a donné lieu récemment à la survenue de nouveau cas d'ostéonécrose du maxillaire.

## Sources spécifiques
- (fr) Tableau N° 5 des maladies professionnelles du régime Général

## Sources générales
- (fr) Tableaux du régime Général sur le site de l’AIMT
- (fr) Guide des maladies professionnelles sur le site de l’INRS